# メロンティー
「メロンティー」は、メロン記念日×GOING UNDER GROUNDのシングル。2009年12月30日に発売された。メロン記念日にとって最後のシングルとなった。

## 概要
メロン記念日が行った『ロック化計画コラボレーションシングル』シリーズの第五弾であり最後の作品。GOING UNDER GROUNDとのコラボレーション。
演奏もGOING UNDER GROUNDが行っており、レコーディングの模様がMVとして制作されている。
松本素生、中澤寛規、河野丈洋がコーラスに参加。

## ディスクジャケット
背表紙にメロン記念日の「念」の字が記載されている。最後の「日」の字が記載されているのは、後に発売されたアルバム『MELON'S NOT DEAD』だった。

## キャンペーン
全国のタワーレコード店舗、タワーレコードオンラインショップ、メロン記念日のコンサート及びイベントの物販のみで発売された。
第一弾「DON'T SAY GOOD-BYE」のタワーレコード店舗での購入者に配布されたシリーズ全購入者特典オリジナルCDケース引換券は、引換券に今まで発売されたシリーズシングルの指定されたマークを貼り、本作を購入する際に提出することで特典と交換された。

## 収録曲
作詞：松本素生 作曲：松本素生・中澤寛規  編曲:GOING UNDER GROUND
1. メロンティー
2. メロンティー（Instrumental）